# اره فورگ
اره فورگ روستایی در دهستان درمیان بخش مرکزی شهرستان درمیان استان خراسان جنوبی ایران است. بر پایه سرشماری عمومی نفوس و مسکن در سال ۱۳۹۰ جمعیت این روستا ۱۶۱ نفر (در ۳۹ خانوار) بوده است.
مذهب: صدرصد سنی مذهب حنفی هستند.